# Indlandsis
Un indlandsis (en danés, «hielo interior»), llamado habitualmente en castellano casquete glaciar, y a veces calota de hielo o capa de hielo, es una masa de hielo de gran espesor que cubre una región extensa de la superficie continental en las regiones polares de la Tierra. Se localizan en latitudes extremas con una extensión convencional de más de 50 000 km². En otros tiempos geológicos había un número mayor y cubrían una superficie más extensa, pero en la actualidad solo cubren la Antártida y Groenlandia. No debe confundirse este concepto con el de banquisa (la capa de hielo flotante de extensión variable que se forma en los mares polares), ni con el de plataforma de hielo (barrera de hielo de origen glaciar que se extiende desde la costa hasta el interior del océano), ni con el casquete polar.
Los casquetes glaciares son más extensos que las plataformas de hielo y los glaciares alpinos. Las masas de hielo que cubren menos de 50 000 km² se denominan casquete de hielo. Una capa de hielo normalmente alimentará una serie de glaciares alrededor de su periferia.

Vista aérea de la capa de hielo en la costa este de Groenlandia.

Aunque la superficie es fría, la base de una capa de hielo es generalmente más cálida debido al calor geotérmico. En algunos lugares, se produce el derretimiento y el agua de deshielo lubrica la capa de hielo para que fluya más rápidamente. Este proceso produce canales de flujo rápido en la capa de hielo: estos son corrientes de hielo.
Las capas de hielo polar actuales son relativamente jóvenes en términos geológicos. La capa de hielo antártica se formó primero como una pequeña capa de hielo (quizás varias) a principios del Oligoceno, pero retrocedió y avanzó muchas veces hasta el Plioceno, cuando llegó a ocupar casi toda la Antártida. La capa de hielo de Groenlandia no se desarrolló en absoluto hasta finales del Plioceno, pero aparentemente se desarrolló muy rápidamente con la primera glaciación continental. Esto tuvo el efecto inusual de permitir que fósiles de plantas que una vez crecieron en la actual Groenlandia se conservaran mucho mejor que con la capa de hielo antártica que se forma lentamente.

## Descripción y origen
El término indlandsis se aplicó inicialmente a las zonas cubiertas por hielos permanentes de Groenlandia, Islandia y los archipiélagos árticos. En la actualidad, la palabra danesa es la usada por los geógrafos para referirse a todo campo de hielo de dimensiones continentales y que persiste durante siglos.
Los indlandsis poseen una forma cupular con una gran curvatura, independientemente del relieve que posea el sustrato en que están asentados. El peso del hielo (en las partes más profundas "hielo fósil") (en la Antártida llega a tener 2000 m de espesor) provoca que la superficie de la litosfera bajo el hielo se encuentre en una buena parte bajo el nivel del mar. Al fin y al cabo el hielo glaciar es una roca sólida que contribuye a la estructura de la corteza y condiciona su equilibrio isostático.
Durante los períodos glaciales, la extensión de las capas de hielo se amplía considerablemente: en el Würm o wurmiense, los casquetes se extendieron por Europa y Norteamérica hasta unos 45° grados de latitud.
Durante los períodos tibios o cálidos interglaciales, el retroceso de las capas de hielo deja señaladas huellas en el relieve de las tierras emergidas. En primer lugar, se produce por isostasia una lenta elevación del territorio que ha estado bajo el hielo, y se presentan formaciones geofísicas características: escudos —extensas planicies y llanuras debidas a la fuerte erosión que causa la capa de hielo al avanzar y retroceder—. Esto se aprecia especialmente en el hemisferio norte, en donde destacan el Escudo Canadiense y el Escudo Báltico, lagos glaciares, colinas morrénicas (especialmente drumlins), valles de origen glaciar, fiordos, firths, rías, gigantescos cantos rodados y —como ocurre en la Patagonia argentina— picachos aislados (antiguos nunataks) llamados chihuidos.

## Capa de hielo de la Antártida
La capa de hielo antártico se constituyó primeramente como un campo de hielo a inicios del oligoceno con períodos de avance y retroceso hasta el plioceno, cuando los hielos cubrieron la macro-unidad geográfica de la Antártida al ubicarse ésta por la deriva continental en el área polar meridional.
Cubre un área de más de 14 millones de km². Si se considera también al hielo marino (flotante), la misma se amplía a unos 30 millones de km² durante el invierno. A diferencia del hielo glaciar, el hielo marino solo tiene unos pocos metros de espesor (usualmente no más de cinco).
En definitiva, con su extensión de 14 millones de km² posee 30 millones de km³ de hielo, lo que equivale al 90 % del agua dulce del planeta Tierra. Si la capa de hielo antártica se derritiera, el nivel de los océanos se elevaría 61,1 m. Sin embargo, este dato no debe ser tomado de forma alarmista, ya que no está previsto que esto ocurra en el corto o mediano plazo. A pesar de ello, la contribución de la Antártida a la elevación del nivel del mar podría ser significativa en caso de derretirse.

## Capa de hielo de Groenlandia
La capa de hielo groenlandés, también llamada Sermersuaq, actualmente posee una extensión de 1,7 millones de kilómetros cuadrados, lo que supone el 82 % de la superficie de la isla. El volumen de sus hielos es de 2,85 millones de kilómetros cúbicos; si se fundiera la capa de hielo groenlandesa, el nivel de los océanos ascendería 7,2 m.

## Dinámica

### Flujos de hielo

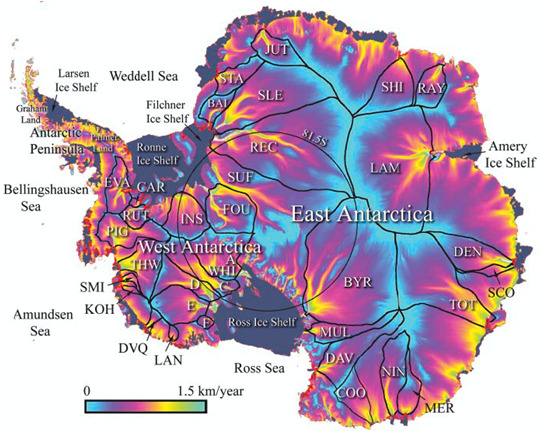
Flujos glaciares en el manto de hielo de la Antártida.

Una capa de hielo es una masa de hielo que se ha formado a lo largo de miles de años de acumulación de nieve y cubre una superficie terrestre de tamaño continental, es decir, >50.000 km2. Incluso las capas de hielo estables están en continuo movimiento, ya que el hielo fluye gradualmente hacia el exterior desde la meseta central, que es el punto más alto de la capa de hielo, y hacia los márgenes. La pendiente de la capa de hielo es baja alrededor de la meseta, pero aumenta abruptamente en los márgenes. Esta diferencia en la pendiente se produce debido a un desequilibrio entre la alta acumulación de hielo en la meseta central y una menor acumulación, así como una mayor ablación, en los márgenes. Este desequilibrio aumenta el esfuerzo cortante en un glaciar hasta que comienza a fluir. La velocidad de flujo y la deformación aumentarán a medida que se aproxime a la línea de equilibrio entre estos dos procesos. Este movimiento es impulsado por la gravedad, pero está controlado por la temperatura y la fuerza de las bases de cada glaciar. Una serie de procesos alteran estos dos factores, dando lugar a oleadas cíclicas de actividad intercaladas con períodos más largos de inactividad, en escalas de tiempo que van desde cada hora (es decir, los flujos de marea) hasta el centennial (ciclos de Milankovich).

La relación tensión-deformación del flujo plástico (sección cerceta): un pequeño aumento de la tensión crea un aumento exponencialmente mayor de la deformación, lo que equivale a la velocidad de deformación.

Cuando la cantidad de tensión (deformación) es proporcional a la tensión aplicada, el hielo actúa como un sólido elástico. El hielo no fluirá hasta que haya alcanzado un espesor de 30 metros (98 ft), pero después de 50 metros (164 ft), pequeñas cantidades de tensión pueden dar lugar a una gran cantidad de deformación, provocando que la deformación se convierta en un flujo plástico en lugar de elástico. En este punto, el glaciar comenzará a deformarse por su propio peso y a fluir por el paisaje. De acuerdo con la ley de flujo de Glen-Nye, la relación entre la tensión y la deformación, y por lo tanto la tasa de flujo interno, se puede modelar de la siguiente manera:
{\displaystyle \Sigma =k\tau ^{n},\,}
donde: 
{\displaystyle \Sigma \,} = velocidad de deformación (flujo) de cizallamiento.
{\displaystyle \tau \,} = tensión
{\displaystyle n\,} = una constante entre 2 y 4 (típicamente 3 para la mayoría de los glaciares) que es mayor cuanto menor es la temperatura
{\displaystyle k\,} = una constante dependiente de la temperatura
Las velocidades más bajas se encuentran cerca de la base del glaciar y a lo largo de las laderas del valle, donde la fricción actúa contra el flujo, causando la mayor deformación. La velocidad aumenta hacia el interior, hacia la línea central, y hacia arriba, a medida que disminuye la deformación. Las velocidades de flujo más altas se encuentran en la superficie y representan la suma de las velocidades de todas las capas inferiores.

La erosión diferencial aumenta el relieve, como se ve claramente en este fiordo noruego de lados increíblemente escarpados.

Los glaciares también pueden moverse por deslizamiento basal, en el que la base del glaciar está lubricada por agua de deshielo, lo que permite al glaciar deslizarse sobre el terreno en el que se asienta. El agua de deshielo puede producirse por fusión inducida por presión, fricción o calor geotérmico. Cuanto más variable sea la cantidad de fusión en la superficie del glaciar, más rápido fluirá el hielo.
Dado que el hielo puede fluir más rápidamente allí donde es más grueso, la tasa de erosión inducida por los glaciares es directamente proporcional al espesor del hielo suprayacente.  En consecuencia, las hondonadas bajas preglaciares se profundizarán y la topografía preexistente se amplificará por la acción glaciar, mientras que los nunataks, que sobresalen por encima de las capas de hielo, apenas se erosionan -se ha estimado que la erosión es de 5 m por 1,2 millones de años.  Esto explica, por ejemplo, el profundo perfil de los fiordos, que pueden alcanzar un kilómetro de profundidad a medida que el hielo se dirige topográficamente hacia ellos.  La extensión de los fiordos hacia el interior aumenta el ritmo de adelgazamiento de la capa de hielo, ya que son los principales conductos de drenaje de las capas de hielo. También hace que las capas de hielo sean más sensibles a los cambios climáticos y oceánicos.
Cada hora, la actividad de las mareas puede modular el movimiento del hielo. La influencia de una oscilación de marea de 1 m se puede sentir hasta a 100 km del mar. Durante las mareas vivas más grandes, una corriente de hielo permanecerá casi estacionaria durante horas, antes de una oleada de alrededor de 30 cm en menos de una hora, justo después del pico de la marea alta; a continuación, se establece un período estacionario hasta otra oleada hacia la mitad o el final de la marea descendente.  Durante las mareas muertas, esta interacción es menos pronunciada y, en cambio, las mareas ocurren aproximadamente cada 12 horas.

### Procesos subglaciales

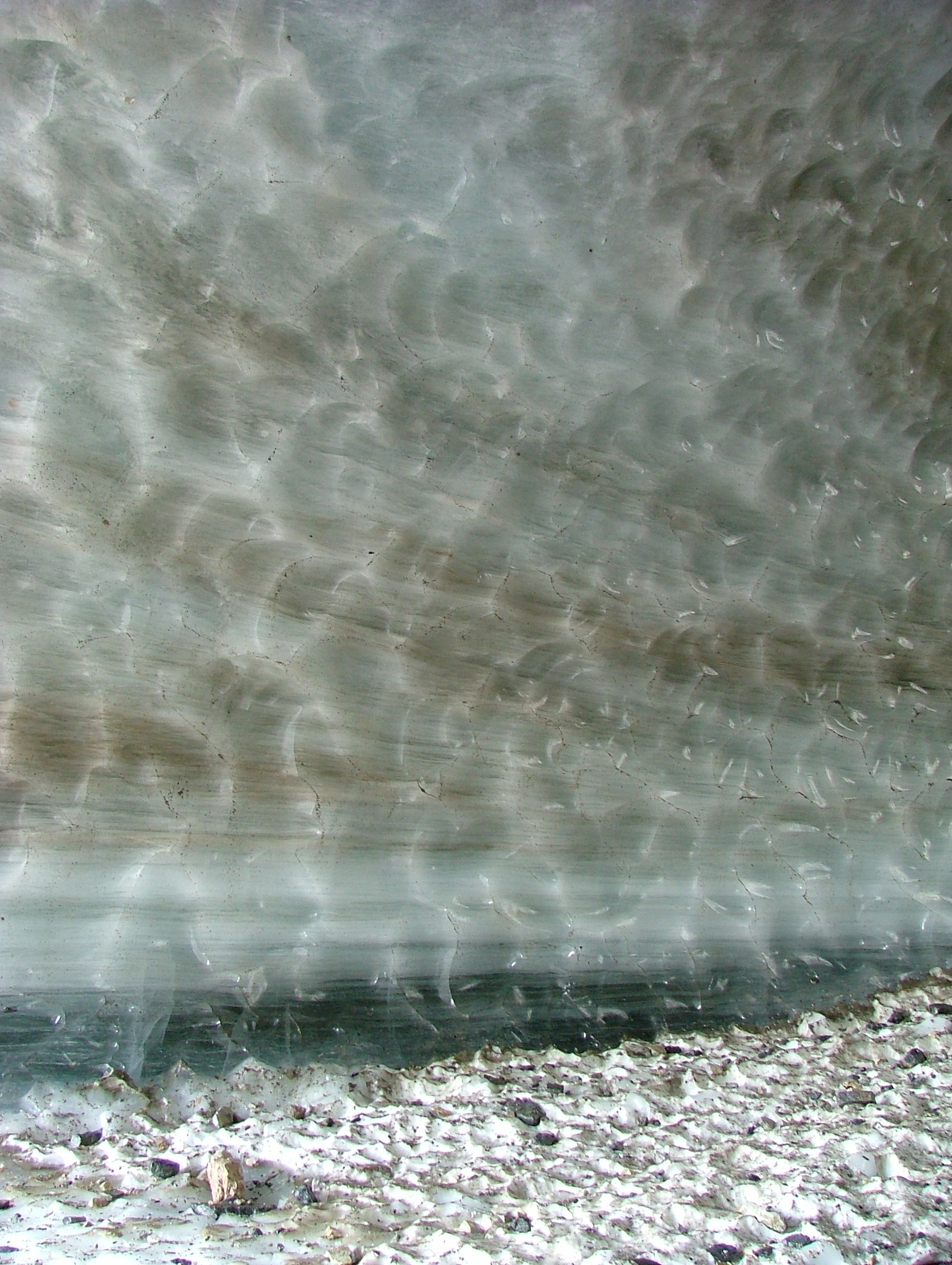
Una sección transversal a través de un glaciar. La base del glaciar es más transparente como resultado del derretimiento.

La mayoría de los procesos importantes que controlan el movimiento glacial ocurren en el contacto con el lecho de hielo, aunque sólo tiene unos pocos metros de espesor. Los glaciares se moverán deslizándose cuando el esfuerzo cortante basal cae por debajo del esfuerzo cortante resultante del peso del glaciar.
τD = ρgh seno α
donde τD es el esfuerzo de empuje, y α es la pendiente de la superficie del hielo en radianes.
τB is the esfuerzo cortante basal, una función de la temperatura del manto y su softness.
τF, the shear stress, es el menor entre τB y τD.  Controla el ritmo del flujo plástico, según la figura (inserto a la derecha).
Para un determinado glaciar, las dos variables son τD, que dependen de h, el espesor del glaciar, y τB, el esfuerzo cortante basal.

#### Esfuerzo cortante basal
El esfuerzo cortante basal es función de tres factores: la temperatura, la rugosidad y la suavidad del lecho.
El hecho de que un lecho sea duro o blando depende de la porosidad y la presión de los poros; una mayor porosidad disminuye la resistencia del sedimento (por lo tanto aumenta la tensión de corte τB). Si la resistencia del sedimento cae muy por debajo de τD, el movimiento de la El glaciar se acomodará mediante el movimiento de los sedimentos, en lugar de deslizarse.
La porosidad puede variar según una variedad de métodos.
- El movimiento del glaciar suprayacente puede provocar que el lecho sufra dilatancia; el cambio de forma resultante reorganiza los bloques. Esto reorganiza bloques muy juntos (un poco como ropa cuidadosamente doblada y apretada en una maleta) en un revoltijo desordenado (al igual que la ropa nunca vuelve a caber cuando se arroja  de forma desordenada). Esto aumenta la porosidad. A menos que se agregue agua, esto necesariamente reducirá la presión de los poros (ya que los fluidos de los poros tienen más espacio que ocupar).[7]
- La presión puede provocar la compactación y consolidación de los sedimentos subyacentes.[7] Dado que el agua es relativamente incompresible, esto es más fácil cuando el espacio poroso está lleno de vapor; para permitir la compresión hay que eliminar el agua. En los suelos, se trata de un proceso irreversible.[7]
- La degradación de los sedimentos por abrasión y fractura disminuye el tamaño de las partículas, lo que tiende a reducir el espacio poroso. Sin embargo, el movimiento de las partículas puede desordenar el sedimento, con el efecto contrario. Estos procesos también generan calor.[7]

Un lecho blando, con alta porosidad y baja presión del fluido de poros, permite que el glaciar se mueva por deslizamiento del sedimento: la base del glaciar puede incluso permanecer congelada al lecho, donde el sedimento subyacente se desliza por debajo como un tubo de pasta de dientes.  Un lecho duro no puede deformarse de este modo; por lo tanto, la única forma que tienen los glaciares de base dura de moverse es por deslizamiento basal, donde el agua de deshielo se forma entre el hielo y el propio lecho.
La suavidad del lecho puede variar en el espacio o el tiempo y cambia dramáticamente de un glaciar a otro. Un factor importante es la geología subyacente; las velocidades de los glaciares tienden a diferir más cuando cambian el lecho de roca que cuando cambia el gradiente. Además, la rugosidad del lecho también puede actuar para retardar el movimiento de los glaciares. La rugosidad del lecho es una medida de cuántas rocas y obstáculos sobresalen del hielo suprayacente. El hielo fluye alrededor de estos obstáculos derritiéndose bajo la alta presión en su lado stoss; Luego, el agua de deshielo resultante se fuerza a entrar en la cavidad que surge en su lado de sotavento, donde se vuelve a congelar.
Además de afectar la tensión de los sedimentos, la presión del fluido (pw) puede afectar la fricción entre el glaciar y el lecho. La alta presión del fluido proporciona una fuerza de flotación hacia arriba sobre el glaciar, reduciendo la fricción en su base. La presión del fluido se compara con la presión de sobrecarga de hielo, pi, dada por ρgh. Bajo corrientes de hielo que fluyen rápidamente, estas dos presiones serán aproximadamente iguales, con una presión efectiva (pi – pw) de 30 kPa. es decir, todo el peso del hielo lo soporta el agua subyacente y el glaciar está a flote.

## Efectos predichos del calentamiento global
Las capas de hielo de Groenlandia, y posiblemente de la Antártida, han perdido masa recientemente, porque las pérdidas por ablación, incluidos los glaciares de salida, superan la acumulación de nieve. Según el Grupo Intergubernamental de Expertos sobre el Cambio Climático (IPCC), la pérdida de masa de las capas de hielo de la Antártida y de Groenlandia contribuyó, respectivamente, en unos 0,21 ± 0,35 y 0,21 ± 0,07 mm/año al aumento del nivel del mar entre 1993 y 2003.

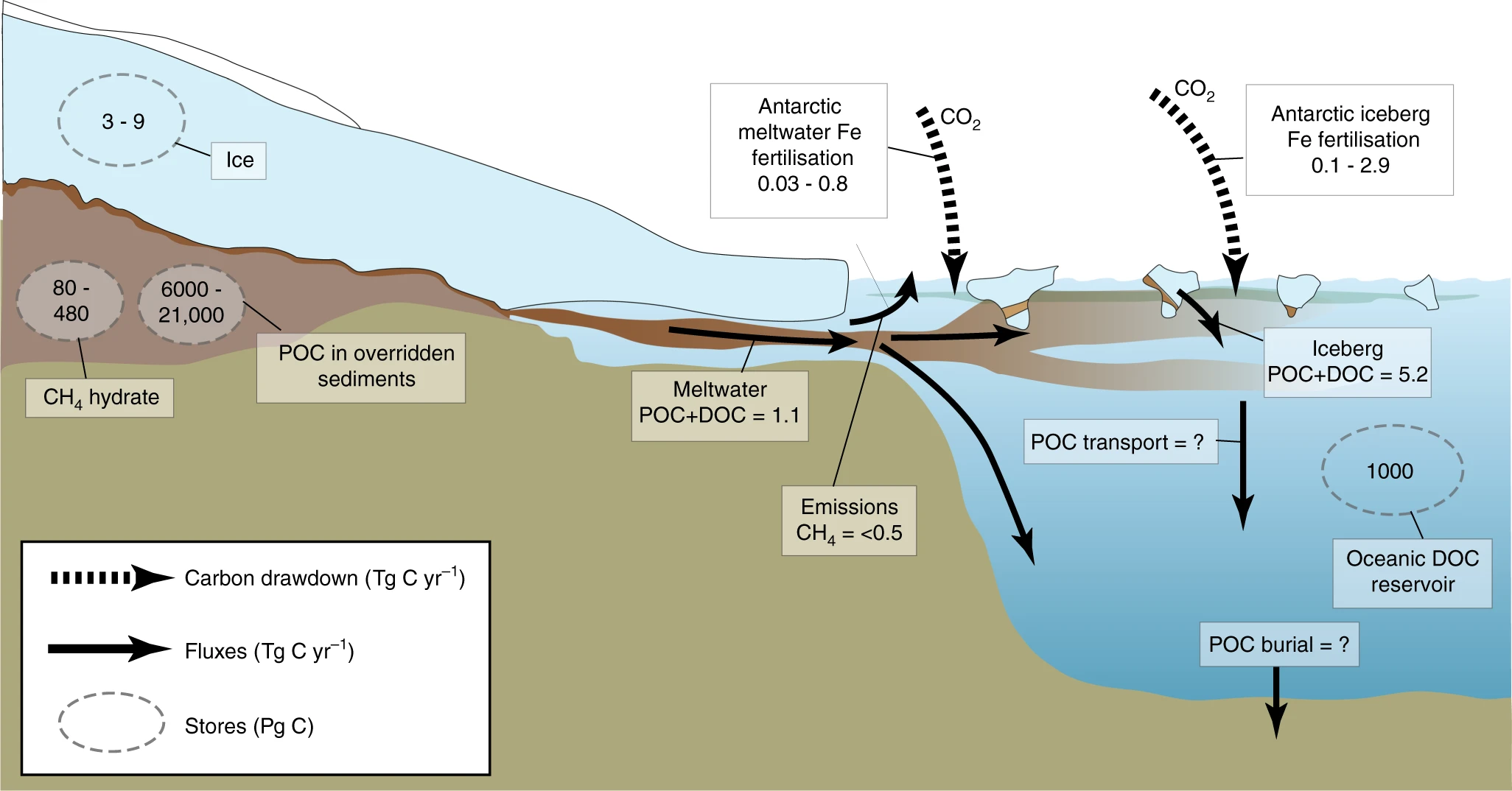
Contenido de carbón y flujos en las capas de hielo en la actualidad (2019), y el impacto predicho sobre el dióxido de carbono (cuando se dispone de información).
Flujos de carbón estimados medidos en Tg C a^{−1} (megatoneladas de carón por año) y magnitud estimada del carbón almacenado medidos en Pg C (miles de megatoneladas de carbón). DOC = carbón orgánico dissuelto, POC = carbón orgánico como partpiculas.

El IPCC prevé que la pérdida de masa de hielo por el deshielo de la capa de hielo de Groenlandia seguirá superando la acumulación de nevadas. Se prevé que la acumulación de nevadas en la capa de hielo de la Antártida supere las pérdidas por derretimiento. Sin embargo, en palabras del IPCC, "los procesos dinámicos relacionados con el flujo de hielo no incluidos en los actuales modelos pero sugeridos por las observaciones recientes podrían aumentar la vulnerabilidad de las capas de hielo al calentamiento, incrementando la futura subida del nivel del mar. La comprensión de estos procesos es limitada y no hay consenso sobre su magnitud". Por lo tanto, es necesario realizar más trabajos de investigación para mejorar la fiabilidad de las predicciones de la respuesta de los mantos de hielo al calentamiento global. En 2018, los científicos descubrieron canales entre las capas de hielo de la Antártida Oriental y Occidental que podrían permitir que el hielo derretido fluya más rápidamente hacia el mar.
Los efectos sobre las capas de hielo debidos al aumento de la temperatura pueden acelerarse, pero como documenta el IPCC los efectos no son fáciles de proyectar con precisión y en el caso de la Antártida, pueden desencadenar una acumulación de masa de hielo adicional. Si una capa de hielo se redujera hasta dejar el suelo desnudo, la luz del sol se reflejaría menos en el espacio y la tierra absorbería más. La capa de hielo de Groenlandia cubre el 84% de la isla, y la capa de hielo de la Antártida cubre aproximadamente el 98% del continente. Debido al importante grosor de estas capas de hielo, el análisis del calentamiento global suele centrarse en que la pérdida de masa de hielo de las capas de hielo aumenta la subida del nivel del mar, y no en una reducción de la superficie de las capas de hielo.
Hasta hace poco, las capas de hielo se consideraban componentes inertes del ciclo del carbono y no se tenían en cuenta en los modelos globales. Las investigaciones de la última década han transformado esta visión, demostrando la existencia de comunidades microbianas excepcionalmente adaptadas, altas tasas de biogeoquímica/ meteorización física en las capas de hielo y el almacenamiento y el ciclo del carbono orgánico por encima de los 100.000 millones de toneladas, así como de los nutrientes (ver diagrama).

## Galería de imágenes

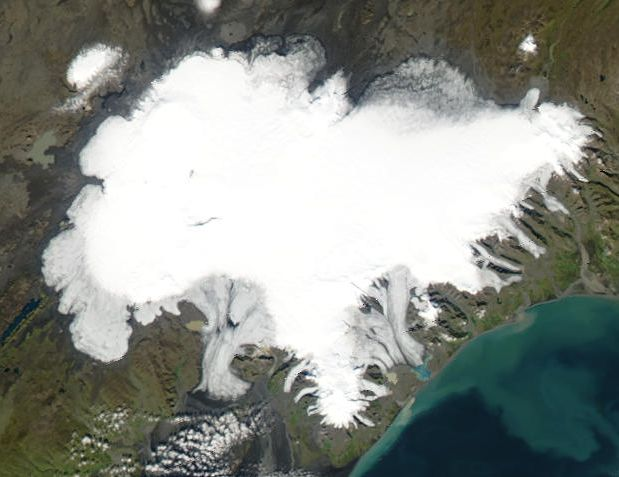
Imagen de satélite del Vatnajökull en Islandia.
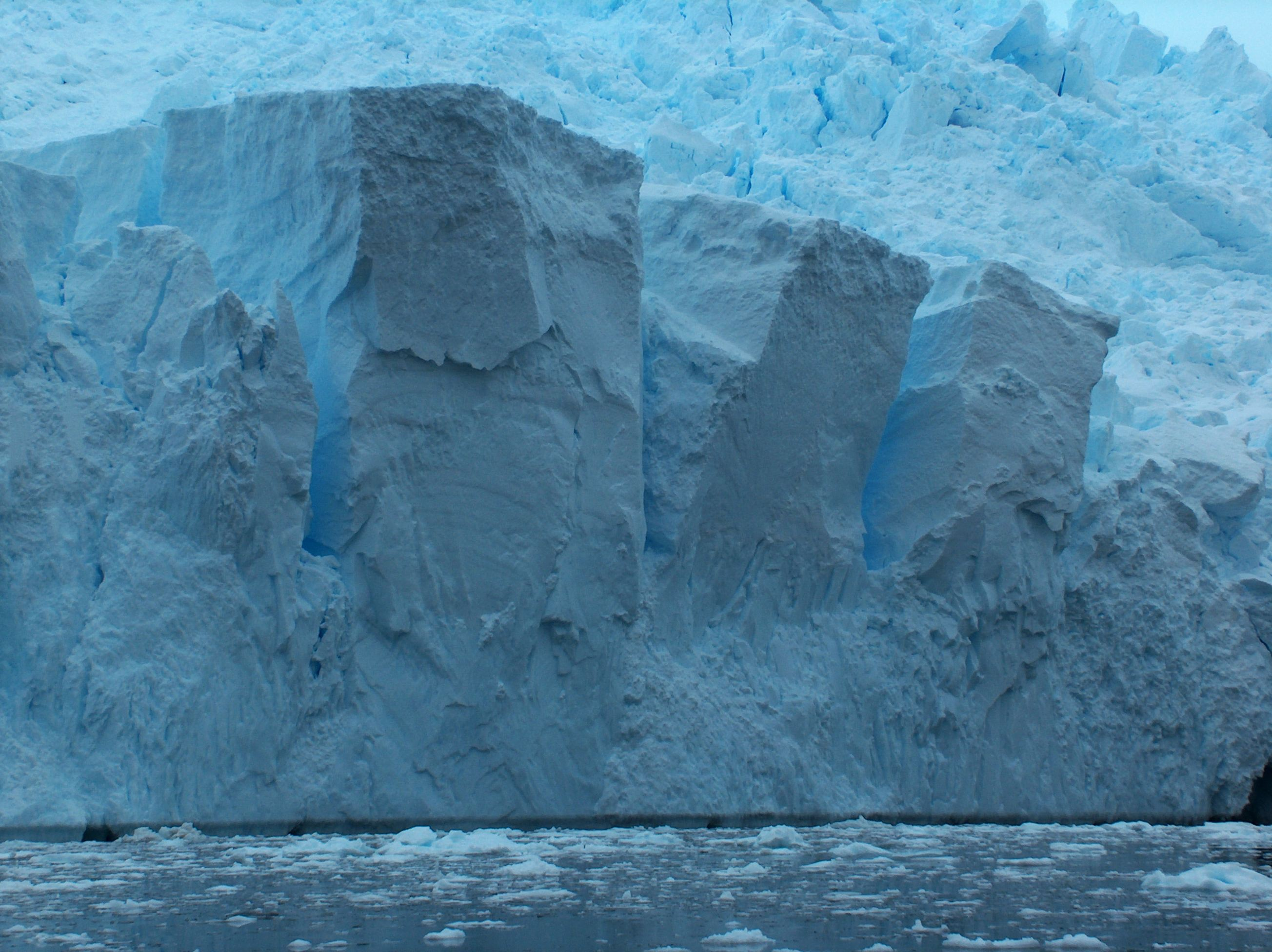
Corte en la capa de hielo antártica.
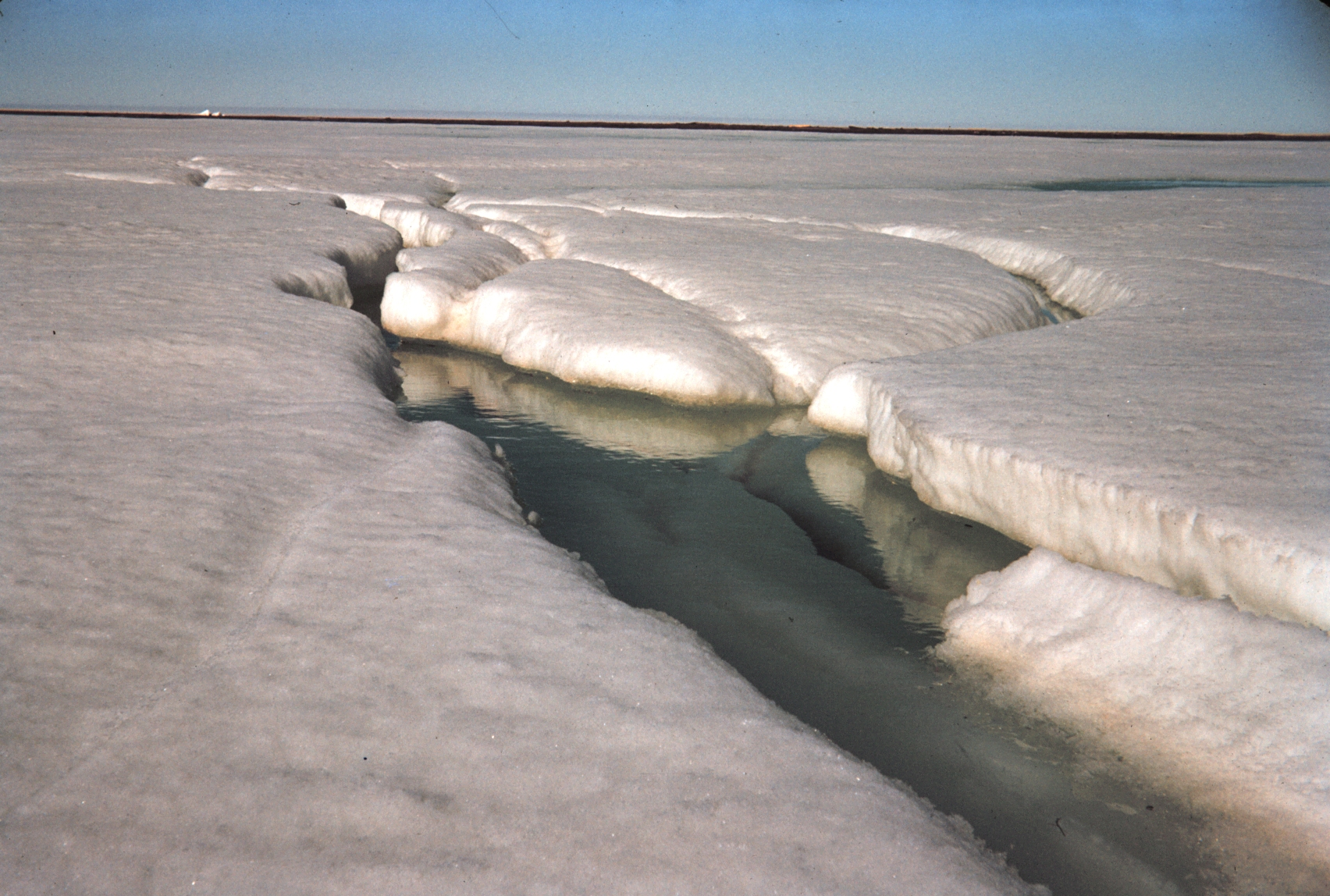
Debacle en el Ártico.
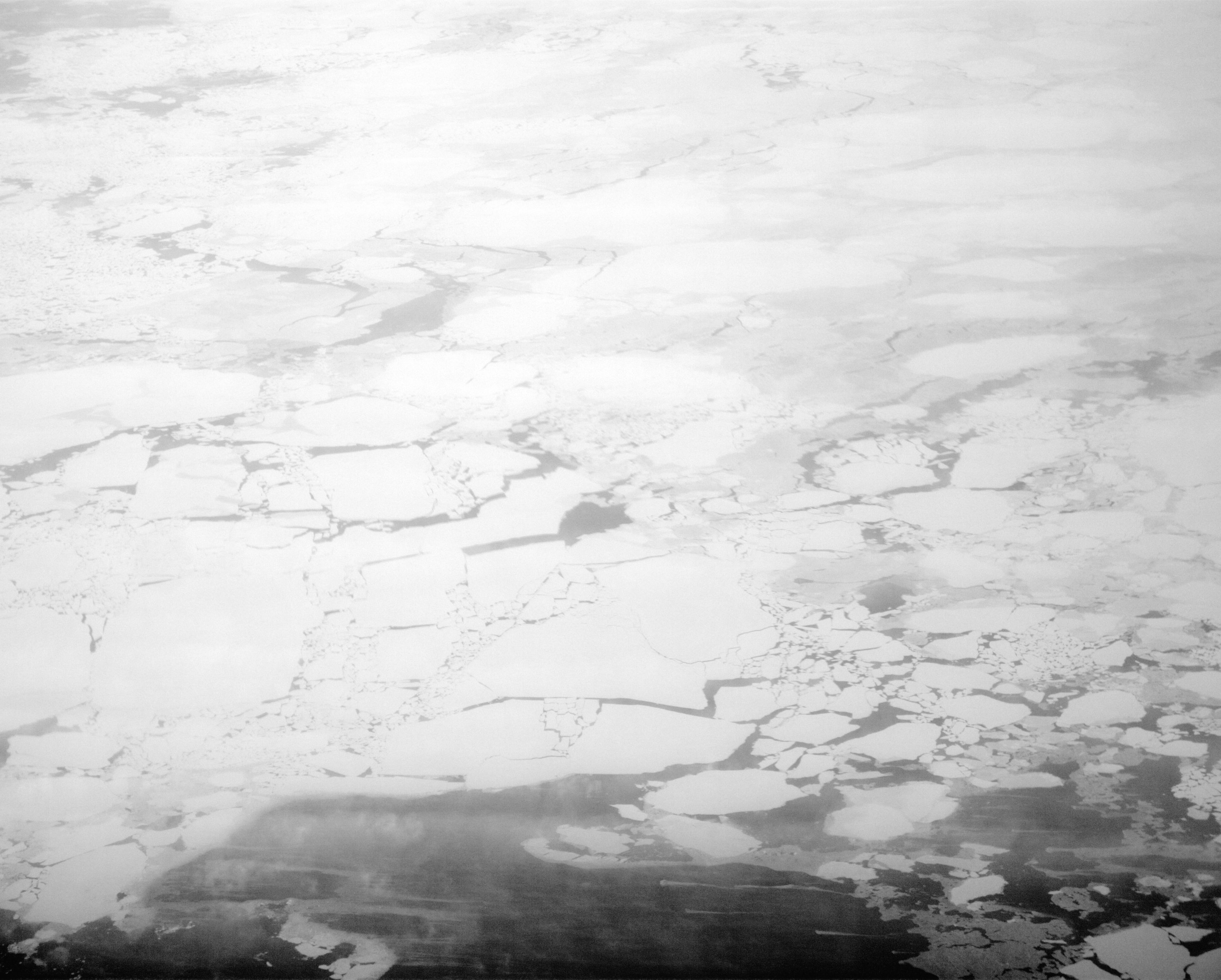
Hielo en el Atlántico Norte.
Groenlandia